# Bouche-pores
Un bouche-pores est un apprêt, généralement incolore, employé sur des matériaux poreux, afin d'en colmater les micro-aspérités.
Il s'utilise souvent avant l'utilisation d'un second apprêt spécialisé, soit absorbé, comme une teinte, soit filmogène, comme un vernis, une peinture ou une cire. Les industriels parlent parfois de bouche-pores à propos de produits présentant cette caractéristique d'égalisation de surface, mais ayant aussi la faculté d'imperméabiliser partiellement ou en totalité les supports traités.
L'emploi d'un bouche-pores permet de minimiser la quantité d'apprêt final à utiliser et d'obtenir une meilleure qualité de rendu. Il permet également, grâce à son action de lissage, de donner un aspect plus brillant au support, en limitant la diffusion lumineuse sur des micro-reliefs en surface.
Les matériaux concernés par l'utilisation de bouche-pores sont en premier lieu le bois, mais aussi le béton, le plâtre, les carrelages ou la pierre, c'est-à-dire tout matériau potentiellement poreux.
Note : dans le cas d'une utilisation sous peinture, on parle aussi de couche primaire, ou, plus simplement, de primaire. Un primaire d'*accrochage*, qui facilite la tenue de la peinture sur son support, peut être un bouche-pores mais ne l'est pas toujours.

## Action de lissage sur le bois
Le bois est constitué de fibre, qui sont des canaux creux. Lors de la découpe, tout ou partie de ces canaux sont sectionnés et génèrent des trous en surface, c'est-à-dire une porosité (non connectée) qui donne son aspect mat au bois non traité. Pour améliorer l'état de surface, il est possible de poncer ; mais même le plus fin des ponçages ne pourra annuler totalement cette porosité de surface. Si un apprêt de finition est appliqué, notamment un enduit à fort tirage et faible épaisseur tel qu'un vernis, celui-ci s'effondre dans les trous et ne donne pas lieu à un résultat satisfaisant. 
Le bouche-pores agit comme un enduit de rebouchage : la dépose d'une ou plusieurs couches de bouche-pores comble la porosité de surface et prépare le bois pour l'application d'un apprêt. Dans le cas de travaux très minutieux, le matériau est poncé ou frotté après une première application de bouche-pores à l'aide d'une brosse ou d'un tampon abrasif de type papier de verre, ou tampon en laine d'acier, afin d'en relever les fibres (de l'eau peut également être appliquée à ce stade). Ces fibres pourront ensuite être lissées par un ponçage de « pré-finition », et/ou égalisées par application de couches supplémentaires. 
Les bouche-pores vont généralement pouvoir boire une teinture, ce qui permet d'appliquer une teinte de façon relativement uniforme sur la surface du bois. Il est toutefois possible, selon l'essence de bois et le bouche-pores utilisé, que la teinte ne soit pas uniforme.

## Action d'imperméabilisation
Elle n'est pas toujours souhaitée, puisqu'elle empêche la coloration du support en profondeur. Les bouches-pores permettant la coloration sont des pâtes agissant par simple effet mécanique, avec un effet imperméabilisant faible ou modéré. En fonction des usages souhaités, ces produits sont à  distinguer des produits commerciaux reprenant cette appellation, proches des vernis, tel que les fonds durs.  

## Composants et produits
Il existe actuellement dans le commerce de nombreuses formules à base de résines alkydes uréthanes ou de vernis cellulosiques. Ces produits peuvent être en phase aqueuse ou à base de solvants. 
Le Fondur est une marque de bouche-pores cellulosique inventée par les frères Nordin, dont le nom est couramment repris sous le terme de « fond dur ». Attention, toutefois : un fond dur n'est techniquement pas un bouche-pores. Le rôle d'un fond dur est d'éviter qu'un apprêt de finition, tel qu'un vernis, ne soit absorbé par les fibres. Il s'agit d'une résine à séchage rapide qui pénètre, quoique peu, dans les fibres de surface du bois et vient à la fois bloquer le fond de la porosité de surface (mais pas la reboucher entièrement) et lier les fibres entre elles. Contrairement à un bouche-pores, un fond dur n'absorbe pas les apprêts secondaires, et ne pourra donc pas être teinté, ni ne laissera passer des produits non-filmogènes, tels que lasures ou huiles. Il agit comme une couche d'arrêt. 
Le Gesso, qui est quelquefois utilisé en remplacement du bouche-pores, n'a toutefois pas un pouvoir suffisamment imperméabilisant lorsqu'il doit être utilisé sur de la toile. Dans ce cas, les professionnels emploient en premier lieu un bouche-pores de type colle. Par ailleurs, ses pigments le réservent à des matériaux devant être recouverts de peinture. Le Gesso naturel était à l'origine un composé de blanc de Meudon et de colle de peau de lapin fondue au bain-marie.
Pour des travaux moins minutieux, en charpente extérieure, des produits traditionnels tels que l'huile de lin peuvent être utilisés dans le même but, sans toutefois offrir les mêmes qualités de lissage que les bouche-pores utilisés en ébénisterie.